# Споразумение от Адис Абеба (1972)
Споразумението от Адис Абеба е серия от действия през 1972 година, насочени към успокояване на лидерите на бунтовниците в Южен Судан след Първата суданска гражданска война, коствала много на правителството на север.
В резултат на това се гарантира автономията на Южен Судан чрез създаване на Автономна област Южен Судан. Споразумението е последвано от десетилетие на мир. През 1983 година споразумението е отменено от тогавашния президент на Судан Джаафар Нимейри, когато е въведен шериатът. Южният судански автономен район е премахнат на 5 юни 1983 г., като така се прекратява споразумението от Адис Абеба. Започва Втората суданска гражданска война, продължила до 2005 г. и завършила с независимост за Южен Судан.